# 佐久間川
佐久间川（日语：／）或奥克安斯卡亚河（俄语：Река Океанская）是幌筵岛的河流，属萨哈林州北库里尔斯克区管辖，长11公里，流域面积39.8平方公里，注入太平洋。